# Peter Eckl
Peter Eckl (* 24. Juli 1976 in Wien) ist ein aus Österreich stammender Handballtrainer.

## Karriere
Eckl begann bereits im Alter von elf Jahren beim Handballclub Fivers Margareten Handball zu spielen. Da sich der Wiener nicht für die erste Mannschaft empfehlen konnte, begann er bereits im Alter von 18 Jahren mit seiner Trainerausbildung. Im Verlauf seiner Ausbildung hospitierte Eckl unter anderem in Deutschland bei Frisch Auf Göppingen. Während er anfangs nur im Jugendbereich eingesetzt wurde, übernahm er bald den Posten als Co-Trainer der HLA-Mannschaft an der Seite von Romas Magelinskas. 2008/09 folgte mit dem Cup-Sieg der erste Titel des Gespanns. Mit Saisonbeginn 2010/11 übernahm der Margaretner das Traineramt von Magelinskas. Bereits in seiner Debüt-Saison als Cheftrainer konnte er sich, mit dem Team, den ersten Meistertitel der Vereinsgeschichte sichern. Für diese Leistung wurde er von der Liga zum "Trainer des Jahres" gekürt. 2011/12, 2012/13, 2014/15, 2015/16 und 2016/17 holte er mit den Wienern erneut den ÖHB-Cup. So konnte Eckl seit Amtsantritt jede Saison außer 2013/14 einen nationalen Titel holen, außerdem nahm er mit den Fivers, seit Einführung im Jahr 2012, jedes Mal am Supercup teil. 2013, 2014 und 2015 konnte dieses Spiel ebenfalls gewonnen werden. 2015/16 konnte er mit dem Team erneut die Meisterschaft gewinnen und wurde für diese Saison erneut als "Trainer des Jahres" ausgezeichnet. 2017/18 konnte der Wiener mit seinem Team erneut die Meisterschaft gewinnen und wurde von der Liga zum 3. Mal zum Trainer des Jahres gewählt.

## Sonstiges
Neben seiner Trainertätigkeit hat Eckl ein Landschaftsplanungs-Studium abgeschlossen.

## Erfolge
- 3× Österreichischer Meister 2010/11, 2015/16, 2017/18
- 7× Österreichischer Pokalsieger 2008/09, 2011/12, 2012/13, 2014/15, 2015/16, 2016/17, 2020/21
- 3× HLA „Trainer des Jahres“ 2010/11, 2015/16, 2017/18